# MagiC
MagiC OS – system operacyjny rozprowadzany przez firmę ASH, przeznaczony dla komputerów Atari ST. System ten jest w dużym stopniu kompatybilny z oryginalnym TOSem oraz późniejszym MiNTem. System ten jest napisany w całości w asemblerze procesora Motorola 68000. Zaletą tego jest duża szybkość systemu, w porównaniu do innych rozwiązań. W porównaniu z FreeMiNTem zawiera kilka ograniczeń takich jak brak wieloużytkownikowości, brak blokad plików, brak ochrony pamięci, brak pełnej priorytetyzacji procesów (tylko podział na proces główny i procesy tła). Oprócz tego nie jest też w pełni zgodny z wszystkimi specyfikacjami firmy Atari.
MagiC był rozwijany równolegle i niezależnie do systemu TOS.
Istnieją specjalne wersje systemu pracujące w środowiskach Windows, Mac OS i Mac OSX, zawierające emulator, pozwalające na uruchamianie większości oprogramowania korzystającego z systemu operacyjnego i nie odwołującego się bezpośrednio do sprzętu.